# Kilnam Chon
Kilnam Chon, né le 3 janvier 1943 près d'Osaka, au Japon, est un informaticien sud-coréen,  pionnier d'Internet.

## Biographie
Kilnam Chon,  né en 1943 à Osaka, au Japon, de parents coréens, obtient une licence en génie électrique à l'université d'Osaka en 1965. Il poursuit des études aux État-Unis et obtient une maîtrise en informatique en 1967 et un doctorat en ingénierie des systèmes à l'université de Californie à Los Angeles (UCLA) en 1974. Il travaille comme concepteur de systèmes informatiques chez Rockwell International et comme chercheur technique au Jet Propulsion Laboratory. En 1979, il retourne en Corée du Sud et est chercheur à l'Institut coréen de technologie électronique (KIET) et, de 1982 à 2008, il est professeur d'informatique à l'Institut coréen des sciences et technologies avancées (KAIST),,,,.     
C'est à l'initiative de Kilnam Chon qu'une connexion TCP/IP entre l'Université nationale de Séoul et l'Institut de recherche en électronique et télécommunications est mise en service en mai 1982. Le System Development Network  (SDN) ainsi créé constitue la première mise en œuvre d'Internet en Asie et l'une des premières hors des États-Unis. Le SDN a été connecté successivement à Usenet (1983), CSNET (1984), ARPANET (1986), et enfin à Internet (1990),.  
Kilnam Chon fonde ensuite plusieurs organisations pour promouvoir Internet en Asie, notamment l'Asia Pacific Networking Group (APNG), l'Asia Pacific Advanced Network (APAN) et l'Asia Pacific Top-Level Domain Association (APTLD). Il participe à la création de l'Asia Pacific Internet Association (APIA), de l'Asia Pacific Computer Emergency Response Team (APCERT) et contribue à la création de la Asia Pacific Regional Internet Conference on Operational Technologies (APRICOT). 
Après avoir pris sa retraite du KAIST en 2008, Chon est professeur invité à l'Université de Pékin et professeur à l'Université Keiō. Il travaille alors sur Internet, l'ingénierie des systèmes et l'interactions humain-machine,.  

## Prix et distinctions
Kilnam Chon a reçu de nombreux prix et distinctions pour ses réalisations : 
- 1997: Scientist of the Year Award (en) (Corée)
- 1998: Prix présidentiel en technologie de l'nformation (Corée)
- 2000: Fellow de l'IEEE (IEEE)
- 2003: Fellow due World Technology Forum
- 2003: World Technology Award – Communication Technology
- 2005: Membre honoraire de la World Innovation Foundation
- 2011: Prix Jon-Postel[6]
- 2012: Intronisé au Temple de la renommée d'Internet de l'Internet Society[2].